# Microtropis malipoensis
Microtropis malipoensis är en benvedsväxtart som beskrevs av Yu Min Shui och W. H. Chen. Microtropis malipoensis ingår i släktet Microtropis och familjen Celastraceae. Inga underarter finns listade.